# В 3:10 на Юму
«В 3:10 на Юму» (англ. 3:10 to Yuma) — вестерн Делмера Дэйвса по одноимённому рассказу Элмора Леонарда. Премьера состоялась 7 августа 1957 года. В 2007 году снят ремейк.

## Сюжет
Территория Аризона, 1880-е. Владелец ранчо Дэн Эванс и его сыновья становятся свидетелями ограбления дилижанса. Когда возница Билл Мунс обезоруживает одного из грабителей и использует его как живой щит, Бен Уэйд, главарь банды, хладнокровно убивает их обоих.
Бандиты, выдавая себя за ковбоев, останавливаются в Бисби в салуне. Договорившись о встрече, они разъезжаются. Уэйд, увлёкшись девушкой в салуне, остаётся. Его арестовывают. В городе опасаются возвращения бандитов, и маршал решает нанять за 200 долларов двух добровольцев, которые тайком доставят Уэйда в городок Контеншен-сити, к железной дороге, и в 3:10 посадят его в поезд на Юму. Там Уэйда будут судить и наверняка повесят. Отчаянно нуждающийся в деньгах Дэн Эванс решается рискнуть, ему в напарники находится только городской пьяница Алекс Поттер.
В Контеншен-сити банда Уэйда осаждает отель, где Эванс, Поттер и Уэйд ждут поезда. Бандиты предлагают конвоирам отпустить Уэйда и беспрепятственно уйти. Поттера убивают, Эванс остается. Заинтригованный Уэйд расспрашивает Эванса, почему он не спасает свою жизнь, хотя шансов у него никаких. Оказывается, Эванс — трус, и ему стыдно перед подрастающими сыновьями. Он должен наконец совершить что-то достойное мужчины. Выслушав Эванса, Уэйд предлагает ему помощь. В три часа дня оба выходят из отеля, с боем пробиваются на станцию, и в три десять уезжают на поезде. Эванс выполнил задание, теперь он расплатится с долгами, да и погода налаживается — после долгой засухи вдруг полил дождь, дела на ферме должны пойти получше. Уэйд тоже не унывает: он уже однажды сбежал из тюрьмы в Юме.

## В ролях
- Гленн Форд — Бен Уэйд
- Ван Хефлин — Дэн Эванс
- Фелиция Фарр — Эмми
- Леора Дана — Элис Эванс
- Роберт Эмхардт — мистер Баттерфилд
- Форд Рэйни — маршал Бисби
- Генри Джонс — Алекс Поттер
- Ричард Джекел — Чарли Принс
- Джордж Митчелл — Мак, бармен

## Факты
- В фильме «Гавана, я люблю тебя» предполагают, что прозвище американцев на Кубе «Юма» связано именно с популярностью этого фильма на Острове свободы